# 利城君
李慣（韓語：이관，1489年—1552年），字公肅，朝鮮成宗李娎的庶子，生母為淑容沈氏。

## 生平
李慣生於朝鮮成宗二十年（己酉年、明弘治二年），可惜幼年時，父親就已逝去。之後交由世子嫡兄燕山君養育。燕山三年（1497年）受封利城君。燕山君嗜酒暴虐，將諸多弟妹們定罪遣罰。燕山君時常外出訪查，禁止臣僚們攜帶隨從。當時中宗則時常在旁戒備護駕。利城君則負責駕馭馬車。護衛們都不敢鬆懈。等到中宗繼承王位後，利城君最先被眷幸，頻繁受賞。成宗去世後，按規派至守陵。利城個性謹慎敦厚。不擅於掩飾，常兼備文德昭著。曾擔任延恩，宗簿，司饔都提調等職。一律堅守崗位，中宗對他疼愛有加。時常賞賜於宴慶會樓下。甚至在處理辦公的地方召見他，對他行賞。利城君以兩朝旁從之功，受錄一等。明宗七年病逝，享壽六十四歲（虛歲）。諡章平。

## 家庭
- 姊：慶順翁主（1482年－？）
- 姊：淑惠翁主（1486年－1525年）
- 弟：寧山君李恮（1490年－1538年）
- 元配：昆山郡夫人 南平文氏，文簡之女。生三子。[2]
  - 子：景陽君 李壽環（1508-1560），初授正。
  - 媳妇：源县夫人金氏
    - 宁平君李耉 영평군 이구 （1529-1577）景阳君李寿环长子。
    - 宁城副正李耋 영성부정 이질 景阳君李寿环次子。
    - 宁海副守李耄 영해부수 이모 景阳君李寿环三子。

  - 子：金龜正 李壽朋
    - 光陵副正李麒  광릉부정 이기 金龟正李寿朋长子。

  - 子：雲城君 李壽鐵，初授正。
    - 海丰君李耆 해풍군 이기 （1532-1594）云城君李寿铁长子。
    - 月城都正 耂+放 월성도정 이방  云城君李寿铁次子。
- 繼室：豊山郡夫人 安東權氏，權守中之女。無後。[3]
- 側室：婢女 琴伊
  - 子：漢原守 李麟壽
- 側室：婢女 孟非
  - 子：花山君 李壽卿，初授守。
  - 媳妇：夫人朴氏，朴云的女儿。
    - 明原都正李孝 명원도정 이효花山君李寿卿长子，母夫人朴氏。
    - 顺原令李翥 순원령 이저 花山君李寿卿次子，母夫人朴氏。
    - 兴原君 老+者 흥원군 이자 花山君李寿卿三子，母夫人朴氏。
    - 义原君 老+山 의원군 이모 花山君李寿卿四子，母夫人朴氏。

- - 女：適李洛

## 附註
1. ↑  《宗室利城君墓碑銘》……壬子季冬。寢疾卒。寔實月終日也。春秋周甲有四。訃聞。上震悼輟朝。弔錫之命。悉加常典。……
2. ↑  《宗室利城君墓碑銘》…公初配文氏。某官簡之女。封昆山郡夫人。凡生三子。長曰壽環。景陽都正。次曰壽朋。金龜正。次曰壽鐵。出繼叔父桂城君後。封雲城君。…
3. ↑  《宗室利城君墓碑銘》…繼室權氏。某官守中之女。封豐山郡夫人。無後。…